# Siège de Chalcis
Guerres arabo-byzantines
Batailles
- Mu'tah (629)
- Ajnadayn (634)
- Damas (634)
- Fahl (635)
- Yarmouk (636)
- Jérusalem (636-637)

- Héliopolis (640)
- Nikiou (646)

- Sufétula (647)
- Tahouda (683)
- Mammès (688)
- Carthage (698)
- Oued Nini (698)

- 1re Constantinople (674-678)
- Sébastopolis (692)
- Tyane (~708)
- 2e Constantinople (717-718)
- Andrinople (718)
- Nicée (727)
- Akroinon (740)

- Kamacha (766)
- Invasion de l'Asie Mineure (782)
- Kopidnadon (788)
- Krasos (804)
- Invasion de l'Asie Mineure (806)
- Anzen (838)
- Amorium (838)
- Mauropotamos (844)
- Poson (863)
- Bathys Ryax (872 ou 878)

- Syracuse (877-878)
- Stelai ou 1re Milazzo (880)
- 2e Milazzo (888)
- Taormine (902)
- Garigliano (915)
- Détroit (965)
- Georges Maniakès en Sicile (1038-1040)

- Phœnix de Lycie (655)
- Keramaia (746)
- Conquête musulmane de la Crête (années 820)
- Damiette (853)
- Raguse (866-868)
- Kardia (~872-873)
- Golfe de Corinthe (~873)
- Céphalonie (880)
- Chalcis (~883)
- Thessalonique (904)

- Portes ciliciennes (878)
- Campagnes de Jean Kourkouas (926-944)
- Marach (953)
- Raban (958)
- Andrassos (960)
- Campagnes de Nicéphore II Phocas (956-969)
- Chandax (960-961)
- Alexandrette (971)
- Campagnes de Jean Tzimiskès (~950-975)
- Gués de l'Oronte (994)
- Alep (994-995)
- Apamée (998)
- Campagnes de Basile II (979-999)
- Azâz (1030)

Le siège de Chalcis intervient au milieu des années 880, quand une flotte abbasside dirigée par Yazaman al-Khadim, l'émir de Tarse, met le siège devant la ville. Oiniatès, le commandant byzantin local, défend la ville avec succès, détruisant une grande partie de la flotte assiégeante.

## Contexte
Dans les années 820, deux événements importants interviennent, le début de la conquête musulmane de la Sicile et l'établissement de l'émirat de Crète, qui modifient l'équilibre entre les Arabes et l'Empire byzantin en Méditerranée. Plus encore, grâce à ces progressions, les Arabes peuvent établir des bases sur la péninsule italienne, tandis que la prise de la Crète leur permet de lancer des raids dans la mer Égée. Au-delà de ces raids des Arabes crétois, les califes abbassides font aussi en sorte de renforcer leurs positions dans les zones frontalières de Cilicie, Tarse devenant une importante base terrestre et maritime pour attaquer les territoires byzantins, notamment quand Yazaman al-Khadim est gouverneur de Tarse en 882-891. 

## Le siège
Peu après avoir vaincu une importante attaque byzantine contre lui en 883, Yazaman rassemble ses forces pour un raid d'importance contre les provinces byzantines de Grèce. Selon Jean Skylitzès, chroniqueur du XIe siècle, la flotte de Yazaman comprend trente koumparia (de grands navires de guerre destinés pour la guerre autant que pour le commerce) et lance une attaque contre la cité de Chalcis, situé sur le détroit d'Euripe, entre la Grèce continentale et l'île d'Eubée. Toutefois, l'empereur Basile Ier le Macédonien reçoit des informations relatives aux plans de Yazaman. De ce fait, Oineiatès, le gouverneur du thème de l'Hellas est bien préparé pour faire face à cette offensive, rassemblant ses troupes provinciales, réparant les murs de la ville pour y installer des catapultes.
Skylitzès rapporte que l'armée de Tarse lance plusieurs attaques sur la cité, à chaque fois repoussées par les assiégés, grâce aux catapultes et à de nombreux projectiles, ainsi qu'à des sorties menées par la flottille locale, dont les navires sont équipés du feu grégeois, qui coule plusieurs navires arabes. Finalement, Yazaman décide de placer un grand bouclier ses soldats, qu'il a rempli d'or et qu'il promet au premier de ses hommes capable d'escalader les murailles, en plus de cent femmes. Voyant cela, les assiégés savent qu'ils vont faire face à l'assaut final des Arabes et décident de mener leur propre attaque. Celle-ci est couronnée de succès et de nombreux assiégeants sont tués, les autres étant contraints à la fuite.
Skylitzès affirme que Yazaman périt lors de la bataille mais il s'agit d'une erreur ou d'une confusion car Al-Tabari rapporte qu'il a lancé d'autres raids contre les Byzantins en 886 et en 888. Il est finalement tué en 891 lors du siège de la forteresse byzantine de Salandu,.